# Bruno Thoß
Bruno Thoß (* 19. Januar 1945 in Dresden) ist ein deutscher Offizier (Major a. D.) und Militärhistoriker, zuletzt Leitender Wissenschaftlicher Direktor und kommissarischer Leiter der Abteilung Forschung am Militärgeschichtlichen Forschungsamt in Potsdam.

## Leben
Thoß wurde kurz vor den Luftangriffen auf Dresden 1945 geboren. 1949 floh die Familie aus der sowjetischen Besatzungszone ins bayerische Hof. Sein Abitur legte er 1965 in Straubing ab. Danach leistete er als Reserveoffizieranwärter Wehrdienst bei der Bundeswehr, aus der er als Leutnant der Reserve ausschied.
Mit einem Bundeswehr-Stipendium studierte er Geschichte und Politische Wissenschaften an der Ludwig-Maximilians-Universität München. 1976 wurde er bei Thomas Nipperdey mit der Dissertation Der Ludendorff-Kreis 1919–1923 zum Dr. phil. promoviert.
Von 1976 bis 1979 ging er als Wiedereinsteller zur Bundeswehr zurück und wurde Kompaniechef im Panzergrenadierbataillon 242 in Mitterharthausen. Im Anschluss wurde er an das Militärgeschichtliche Forschungsamt (MGFA) nach Freiburg im Breisgau versetzt, zunächst in die Abteilung „Ausbildung, Information und Fachstudien“ (AIF). Zusätzlich war er von 1980 bis 1994 (mit Unterbrechung) Redaktionsmitglied der Zeitschrift Militärgeschichtliche Mitteilungen. Ab 1983 forschte er im MGFA und wechselte im Dienstgrad eines Majors in die wissenschaftliche Beamtenlaufbahn des höheren Dienstes. Von 2001 bis 2005 leitete er den Forschungsbereich „Militärgeschichte der Bundesrepublik im Bündnis“ im Militärgeschichtlichen Forschungsamt (MGFA) in Potsdam. Von 2005 bis 2008 war er (kommissarischer) Abteilungsleiter Forschung („Leitender Historiker“). 2008 trat er außer Dienst.
Er veröffentlichte u. a. im Historischen Lexikon Bayerns.

## Schriften (Auswahl)

### Monografien
- Der Ludendorff-Kreis 1919–1923. München als Zentrum der mitteleuropäischen Gegenrevolution zwischen Revolution und Hitler-Putsch (= Neue Schriftenreihe des Stadtarchivs München, Band 98). Wölfle, München 1978, ISBN 3-87913-087-6.
- mit Manfred Messerschmidt, Klaus A. Maier, Werner Rahn: Militärgeschichte. Probleme – Thesen – Wege (= Beiträge zur Militär- und Kriegsgeschichte, Band 25). Im Auftrag des Militärgeschichtlichen Forschungsamtes, Deutsche Verlags-Anstalt, Stuttgart 1982, ISBN 3-421-06122-X.
- NATO-Strategie und nationale Verteidigungsplanung. Planung und Aufbau der Bundeswehr unter den Bedingungen einer massiven atomaren Vergeltungsstrategie 1952 bis 1960 (= Sicherheitspolitik und Streitkräfte der Bundesrepublik Deutschland, Band 1). Oldenbourg, München 2006, ISBN 978-3-486-57904-8.

### Herausgeberschaften
- mit Hans-Erich Volkmann: Zwischen Kaltem Krieg und Entspannung. Sicherheits- und Deutschlandpolitik der Bundesrepublik im Mächtesystem der Jahre 1953–1956 (= Militärgeschichte seit 1945, Band 9). Boldt, Boppard am Rhein 1988, ISBN 3-7646-1881-7.
- mit Hans Ehlert, Christian Greiner, Georg Meyer: Anfänge westdeutscher Sicherheitspolitik 1945 bis 1956. Band 3: Die NATO-Option. Oldenbourg, München 1993, ISBN 3-486-51691-4.
- Volksarmee schaffen – ohne Geschrei! Studien zu den Anfängen einer „verdeckten Aufrüstung“ in der SBZ/DDR 1947–1952 (= Beiträge zur Militärgeschichte, Band 51). Oldenbourg, München 1994, ISBN 3-486-56043-3.
- mit Klaus A. Maier: Westintegration, Sicherheit und Deutsche Frage. Quellen zur Aussenpolitik in der Ära Adenauer 1949–1963 (= Ausgewählte Quellen zur deutschen Geschichte der Neuzeit, Band 42). Wissenschaftliche Buchgesellschaft, Darmstadt 1994, ISBN 3-534-11228-8.
- Vom Kalten Krieg zur deutschen Einheit. Analysen und Zeitzeugenberichte zur deutschen Militärgeschichte 1945 bis 1995. Oldenbourg, München 1995, ISBN 3-486-56160-X.
- mit Hans-Erich Volkmann: Erster Weltkrieg – Zweiter Weltkrieg. Ein Vergleich. Krieg, Kriegserlebnis, Kriegserfahrung in Deutschland. Schöningh, Paderborn u. a. 2002, ISBN 3-506-79161-3.
- mit Ralf Pröve: Bernhard R. Kroener. Kriegerische Gewalt und militärische Präsenz in der Neuzeit. Ausgewählte Schriften. Schöningh, Paderborn 2008, ISBN 978-3-506-76548-2.
- Der Bundestagsausschuss für Verteidigung. Der Ausschuss für Fragen der Europäischen Sicherheit. Januar 1953 bis Juli 1954. Droste, Düsseldorf 2010, ISBN 978-3-7700-1701-0.
- mit Kurt Arlt, Michael Thomae: Militärgeschichtliches Handbuch Brandenburg-Berlin. be.bra wissenschaft verlag, Berlin 2010, ISBN 978-3-937233-64-2.